# 谢尔盖·费西科夫
谢尔盖·瓦西里耶维奇·费西科夫（俄语：Серге́й Васильевич Фесиков，1989年1月21日—）生于列宁格勒，是一名俄罗斯男子游泳运动员，主攻自由泳和混合泳。他在不到六岁时被父母送到游泳池边开始学习游泳。他的父母都是前排球选手，其中父亲在退役后成为教练。他的妻子阿纳斯塔西娅·祖耶娃（结婚后改姓费西科娃）同样是一名游泳运动员，两人参加完2012年伦敦奥运后，费西科夫在伦敦眼向祖耶娃求婚。2013年8月，两人正式结婚。两人的儿子在2014年出生。